# Islas Pontinas
Las islas Pontinas o islas Ponza (del italiano: isole Ponziane o isole Pontine) son un pequeño archipiélago situado a lo largo de la costa del golfo de Gaeta, en el mar Tirreno, frente a la costa occidental de Italia, a unos 30-40 km de distancia del continente. Las islas llevan colectivamente el nombre de la isla mayor del grupo, Ponza.

## Geografía
El archipiélago comprende seis islas mayores divididas en dos grupos principales:
- el grupo del noroeste, que pertenecen administrativamente al municipio de Ponza, provincia de Latina:

- Isla de Ponza
- Palmarola
- Zannone
- Gavi

- el grupo del sureste, que pertenecen administrativamente al municipio de Ventotene (provincia de Latina):

- isla de Ventotene
- isla de Santo Stefano

El conjunto del archipiélago tiene 11,39 km² y una población de unos 4.000 habitantes, que en el periodo estival se multiplica debido al intenso movimiento turístico.

## Historia
El archipiélago es el resultado de la actividad volcánica y ha estado habitado desde hace miles de años. Algunos artefactos del Neolítico y obsidianas de la Edad del Bronce han aparecido en excavaciones en las islas. Las islas fueron utilizadas por los etruscos que tallaron la "Gruta azul". El primer registro histórico de las islas se produce con la victoria romana sobre los volscos, en el año 338 a. C. Una leyenda local dice que hubo en ellas un reino perdido, el reino de Tirrenia, que estaba conectado a la Italia continental por una estrecha franja ahora hundida. 
Durante el reinado en Roma de César Augusto, la expansión residencial llegó a las islas y se poblaron Ponza y Ventotene. Roma utilizó ambas islas como un lugar de retiro y también de exilio político de ciertos ciudadanos problemáticos. Casi dos mil años más tarde las islas fueron utilizadas con el mismo fin por el régimen fascista. En Secca dei Mattom, entre las islas de Ponza y Palmarola, los arqueólogos han descubierto y recuperado restos de naufragios de bastantes galeras romanas que datan del período de la República.
Las Pontinas fueron abandonadas durante la Edad Media debido a los constantes ataques sarracenos y piratas. Durante el siglo XVIII, el Reino de Nápoles volvió a colonizar las islas, que más tarde pasaron a formar parte del Reino de Italia.

## Actualidad
Los municipios del archipiélago, anteriormente pertenecientes a la provincia de Terra di Lavoro, y después de la abolición de esta, a la provincia de Nápoles, fueron trasladados a la provincia de Littoria, junto con el distrito de Sora, bajo el fascismo. 
Actualmente, los pequeños viñedos, su flora silvestre y flores, sus playas aisladas y cuevas hacen de las islas un popular destino turístico. Las islas son accesibles por barco o hidroplano desde Formia, Anzio, Terracina, San Felice Circeo y, en verano, incluso desde Nápoles, Ischia y Pozzuoli.